# Chevroz
Chevroz é uma comuna francesa na região administrativa de Borgonha-Franco-Condado, no departamento de Doubs. Estende-se por uma área de 1,98 km². Em 2010 a comuna tinha 132 habitantes (densidade: 66,7 hab./km²).